# Fabio Duarte
Fabio Andrés Duarte Arevalo (ur. 11 czerwca 1986 w Facatativá) – kolumbijski kolarz szosowy, zawodnik kolumbijskiej grupy kolarskiej EPM–UNE–Área Metropolitana.

## Najważniejsze osiągnięcia
- 2003
  - Mistrzostwa Kolumbii w kolarstwie torowym juniorów
    -  1. miejsce w wyścigu indywidualnym na dochodzenia
    - 2. miejsce w Madison
- 2005
  - 1. miejsce w Vuelta a la Sabana
  -  1. miejsce w Vuelta a Colombia U-23
    - 1. miejsce na prologu i etapach 3. i 4.
- 2006
  - 1. miejsce w Clásica Nacional Ciudad de Anapoima
    - 1. miejsce na 1. i 2. etapie

  -  1. miejsce w Mistrzostwach Kolumbii U-23 (ITT)
  - 1. miejsce w Clasica International de Tulcan
    - 1. miejsce na prologu

  -  1. miejsce w Vuelta a Colombia U-23
    - 1. miejsce na prologu i etapach 1. i 5.

  - 1. miejsce na prologu Clásica Nacional Marco Fidel Suárez
  - 1. miejsce na 10. etapie Vuelta a Colombia (TTT)
- 2007
  - 1. miejsce na 12. etapie Vuelta a Colombia
- 2008
  - 1. miejsce na 2. etapie Circuito de Combita
  - 1. miejsce na 2. etapie Clásica Nacional Ciudad de Anapoima
  - 1. miejsce na prologu Vuelta a Colombia U-23
  -  1. miejsce w Mistrzostwach Świata U-23 (start wspólny)
- 2009
  - 1. miejsce w Clasica International de Tulcan
    - 1. miejsce na 2. i 3. etapie

  - 1. miejsce na 3. etapie Vuelta a Colombia
  - 1. miejsce w Tour des Pyrénées
    - 1. miejsce na 2. etapie
- 2010
  - 1. miejsce na 2. etapie Clásica Nacional Ciudad de Anapoima
  - 1. miejsce na 4. etapie Vuelta a Asturias
  -  1. miejsce w Circuito Montañés
    - 1. miejsce na 4. etapie

  - 1. miejsce na 5. i 12. etapie Vuelta a Colombia
- 2011
  - 1. miejsce na 3. etapie Giro del Trentino
  - 2. miejsce w Gran Premio di Lugano
- 2012
  - 1. miejsce w Coppa Sabatini
  - 1. miejsce na prologu Vuelta a Colombia
  - 5. miejsce w Tour of California
- 2014
  - 4. miejsce w Giro del Trentino
    - 1. miejsce na 3. etapie

  - 10. miejsce w Critérium International
- 2015
  -  Zwycięzca klasyfikacji górskiej Tour de Luxembourg
  -  Zwycięzca klasyfikacji górskiej Vuelta a Burgos
- 2016
  -  1. miejsce w Mistrzostwach Kolumbii (TTT)

2022
- 1. miejsce w Vuelta a Colombia